# Stratónion
Stratónion (Stratoni) är en ort i Grekland.   Den ligger i prefekturen Chalkidike och regionen Mellersta Makedonien, i den nordöstra delen av landet, 280 km norr om huvudstaden Aten. Stratónion ligger 12 meter över havet och antalet invånare är 1 057.
Terrängen runt Stratónion är kuperad. Havet är nära Stratónion åt sydost.  Närmaste större samhälle är Ierissos, 13,6 km söder om Stratónion. 